# Cretoglaphyrus rohdendorfi
Cretoglaphyrus rohdendorfi es una especie de coleóptero de la familia Glaphyridae.

## Distribución geográfica
Habita en Rusia.